# کائشی نو کاتا
کائشی نو کاتا (به ژاپنی: 返の形)-(به انگلیسی: Kaeshi-no-kata) یکی از فنون و تکنیک‌های دستهٔ کاتا رشتهٔ ورزشی جودو است که در زیردستهٔ جودو دسته‌بندی می‌شود. 